# Bouillac (Tarn-et-Garonne)
Bouillac település Franciaországban, Tarn-et-Garonne megyében. Lakosainak száma 577 fő (2022. január 1.). Bouillac Saint-Sardos, Lagraulet-Saint-Nicolas, Beaumont-de-Lomagne, Beaupuy, Comberouger, Escazeaux, Gariès, Savenès és Verdun-sur-Garonne községekkel határos.

## Népesség
A település népességének változása:
| Lakosok száma | 618  | 636  | 657  | 629  | 612  | 594  | 588  | 581  | 577  |
|               | 2013 | 2015 | 2016 | 2017 | 2018 | 2019 | 2020 | 2021 | 2022 |